# Годін
Годін (пом. 627) — мажордом франкського королівства Бургундія в 627 році.

## Життєпис
Походив із франко-бургундського знатного роду. Син Варнахара II, мажордома Бургундії, та його першої невідомої дружини. За час урядування батька набув впливу в Бургундії. після його смерті у 626 або 627 році став мажордомом королівства, проте достеменно невідомо чи отримав на це підтвердження короля Хлотаря II.
Франкський король напевне з підозрою поставився до практики спадкування посади мажордома. Тому скористався шлюбом між Годіном та його мачухою Бертою, щоби приборкати надмірно незалежного сановника, оскільки той порушив церковне правило Король наказав Арнеберту, чоловіку сестру Годіна, арештувати або вбити Годіна. Зрештою Годін вимушений був тікати з Бургундії до міста Туль, а потім до Шартру. Тут звернувся до австразійського короля Дагоберта I за посередництво. Хлотар II на прохання сина обіцяв Годіну прощення, якщо той відмовиться від шлюбу з Бертою. Незабаром, незважаючи на дану Годіном клятву вірності монарху, його з кількома наближеними зрадницьки вбили королівські вояки Валдеберт і Храмнульф. Новим мажордомом Хлотар II поставив свого шварга Бродульфа.